# Helotorus argyresthiae
Helotorus argyresthiae är en stekelart som först beskrevs av Walley 1961.  Helotorus argyresthiae ingår i släktet Helotorus och familjen brokparasitsteklar. Inga underarter finns listade i Catalogue of Life.